# 郭娜娜
郭娜娜，中华人民共和国政治人物、全国脱贫攻坚先进个人。

## 生平
郭娜娜任天水市市场监督管理局干部。因在脱贫攻坚战中作出突出贡献，2021年2月25日全国脱贫攻坚总结表彰大会上，郭娜娜被授予“全国脱贫攻坚先进个人”。